# Conquista portoghese di Goa
La conquista portoghese di Goa fu una campagna militare del triennio 1510-1512 tramite cui il nuovo viceré delle Indie Alfonso de Albuquerque strappò la città al sultano Bijapur Ismail Adil Shah. L'isola di Goa (pt. Ilhas de Goa) non era tra le terre che Albuquerque aveva ricevuto ordine di conquistare: il suo regimento reale gli comandava di catturare solo Hormuz, Aden e Malacca. Il piano per la conquista di Goa prese forma quando Albuquerque ricevette informazioni e supporto dal corsaro indù Timoji di base a Honavar.

## Antefatto
Il 4 novembre 1509, Alfonso de Albuquerque riuscì a succedere a Dom Francisco de Almeida come governatore dell'India portoghese, quando il maresciallo del Portogallo, Dom Fernando Coutinho, giunse in India al comando di una Armada forte di 3000 uomini inviato da Manuele I del Portogallo per imporre l'ordinata successione di Albuquerque alla carica.
A differenza di Almeida, Albuquerque riteneva che i portoghesi potevano assumere un ruolo più attivo nella geopolitica dell'Oceano Indiano, rompendovi la supremazia commerciale musulmana ed accaparrandosi in via definitiva il dominio sulla rotta delle spezie con la conquista di tre strettoie strategiche: Aden, Hormuz e Malacca. Il commercio di Aden era controllato dagli arabi, quello di Hormuz dai persiani e quello di Malacca dai malesi musulmani. Albuquerque comprese anche la necessità di stabilire una base operativa in terre direttamente controllate dalla Corona del Portogallo e non solo in territori concessi ai lusitani da governanti indigeni alleati come occorso nel Regno di Cochin e a Kannur (pt. Cannanore).

### Preparativi portoghesi

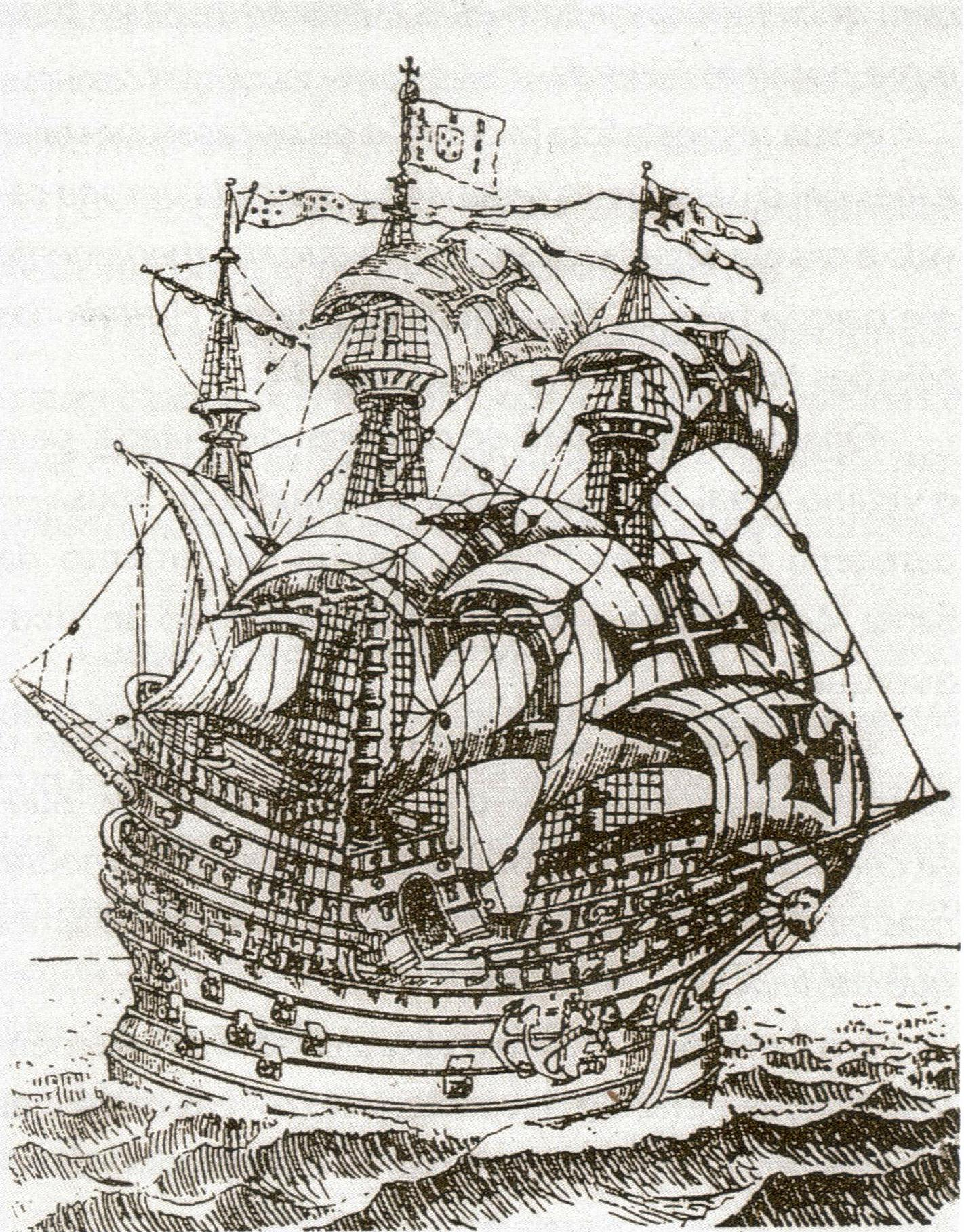
La Flor de la Mar - ill. nel "Roteiro de Malaca" (XVI secolo)
La nau Flor de la Mar, varata nel 1502, con le sue 400 tonnellate di dislocamento, un equipaggio di 500 uomini e 50 cannoni, era al tempo una delle navi da trasporto e da guerra più grandi. Fu usata da Albuquerque come nave ammiraglia nelle sue operazioni lungo la costa del Malabar.

Fallita la conquista di Kozhikode (pt. Calicut) cui era destinata la grande forza giunta dal Portogallo al comando di Coutinho, nel gennaio 1510 Albuquerque stava ricostituendo le sue truppe a Kochi e organizzando l'attacco a Suez, nel Mar Rosso, dove si credeva, giustamente, che i Mamelucchi stessero preparando una nuova flotta da inviare in India contro i portoghesi per vendicare la sconfitta nella battaglia di Diu dell'anno prima (v.si Guerra navale luso-mamelucca). Il Maresciallo Coutinho era stato ucciso a Calicut, lasciando Albuquerque con il pieno e incontrastato comando delle forze portoghesi in India: 23 navi, 1 200 soldati portoghesi, 400 marinai portoghesi, 220 ausiliari di Kochi e 3 000 "soldati-schiavi" (pt. escravos de peleja). La spedizione salpò per il Mar Rosso alla fine di gennaio. Il 6 febbraio la Armada ancorata da Canannore e il 13 giunse in vista del Monte Eli. Fu lì che Albuquerque convocò i capitani della spedizione sulla sua nave ammiraglia, la grande nau Flor de la Mar, e rivelò l'obiettivo della spedizione: aveva ordini da re Manuele di soggiogare Hormuz ma visto che i Mamelucchi stavano assemblando una flotta a Suez, intendeva deviare dalla linea d'azione originale e distruggere la nuova forza egiziana prima che fosse pronta.
Successivamente, la spedizione riprese il suo corso e si ancorò alla città di Honavar, dove Albuquerque fu avvicinato da un conoscente dei portoghesi: il potente corsaro malabarese Timoji (Thimayya). Timoji informò il viceré che sarebbe stato pericoloso partire per il Mar Rosso, poiché il sultano di Bijapur, Yusuf Adil Khan (pt. Hidalcão, regno 1490-1510), aveva raccolto nella vicina città di Goa i resti della spedizione mamelucca distrutta a Diu e li aveva rinforzati con nuove navi da inviare contro i portoghesi, probabilmente come rappresaglia per la distruzione della città di Dabul da parte del viceré Almeida l'anno precedente (v.si Battaglia di Dabul). La città tuttavia era scarsamente difesa poiché Yusuf era morto di recente e il suo erede, Ismail Adil Shah, era giovane e inesperto. Sapendo del malcontento tra gli indù di Goa sottoposti ai governanti musulmani di Bijapur nel 1496, Timoji propose ad Albuquerque il suo sostegno nella conquista della città. La tempestiva proposta di Timoji non era del tutto casuale, poiché Albuquerque aveva già ricevuto a Kochi i suoi inviati che richiedevano quell'abboccamento.
Dopo essersi riunito con i suoi capitani, Albuquerque li convinse ch'era fondamentale attaccare Goa.

## Prima conquista di Goa

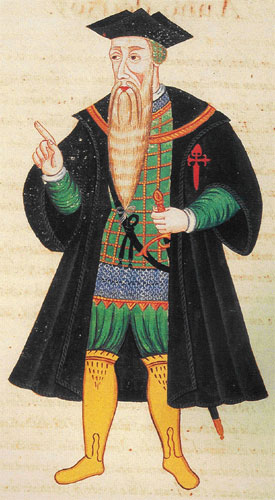
Alfonso de Albuquerque

Il 16 febbraio, l'Armada navigò nelle acque profonde del fiume Mandovi. Supportati da 2 000 uomini di Timoji, i portoghesi sbarcarono truppe comandate da Dom António de Noronha e assalirono il forte di Panaji, difeso dal mercenario turco Yusuf Gurgij al comando d'una forza di 400 uomini. Yusuf fu ferito e si ritirò in città e i portoghesi catturarono il forte insieme a diversi pezzi di artiglieria in ferro.
A Panaji, Albuquerque ricevette inviati dagli ottimati di Goa e promise loro libertà religiosa e tasse più basse se avessero accettato la sovranità lusitana. Gli indigeni accettarono le profferte del governatore che poté così occupare Goa senza colpo ferire il 17 febbraio. Albuquerque ribadì ai suoi uomini che Goa non doveva essere saccheggiata e che gli abitanti non dovevano essere toccati, pena la morte! In città, i portoghesi trovarono oltre 100 cavalli appartenenti al sovrano di Bijapur, 25 elefanti e nuove navi parzialmente finite, confermando le informazioni di Timoji sui preparativi del nemico. Per la sua assistenza, il corsaro fu nominato tanadar-mor (capo esattore delle tasse e rappresentante) degli indù di Goa. I musulmani, per parte loro, furono autorizzati a vivere secondo le loro leggi sotto il controllo di un loro magistrato, il Coje Bequi.
In attesa di ritorsioni da parte del sultano di Bijapur, Albuquerque iniziò a organizzare le difese della città: le mura furono riparate; il fossato ampliato e riempito d'acqua; furono costruiti magazzini per armi e rifornimenti; le navi lasciate dai mamelucchi dovevano essere ultimate sotto bandiera portoghese; in ultimo, i cinque guadi dell'isola (Banastarim, Naroá, Agaçaim, Passo Seco e Daugim) furono presidiati da truppe portoghesi e malabresi, supportate da diversi pezzi d'artiglieria.

Allo stesso tempo, Albuquerque inviò un'ambasciata al comando di frate Luiz do Salvador alla corte del vicino impero indù di Vijayanagara, sperando di ottenere un'alleanza contro il Bijapur musulmano.

### Il contrattacco di Adil Shah

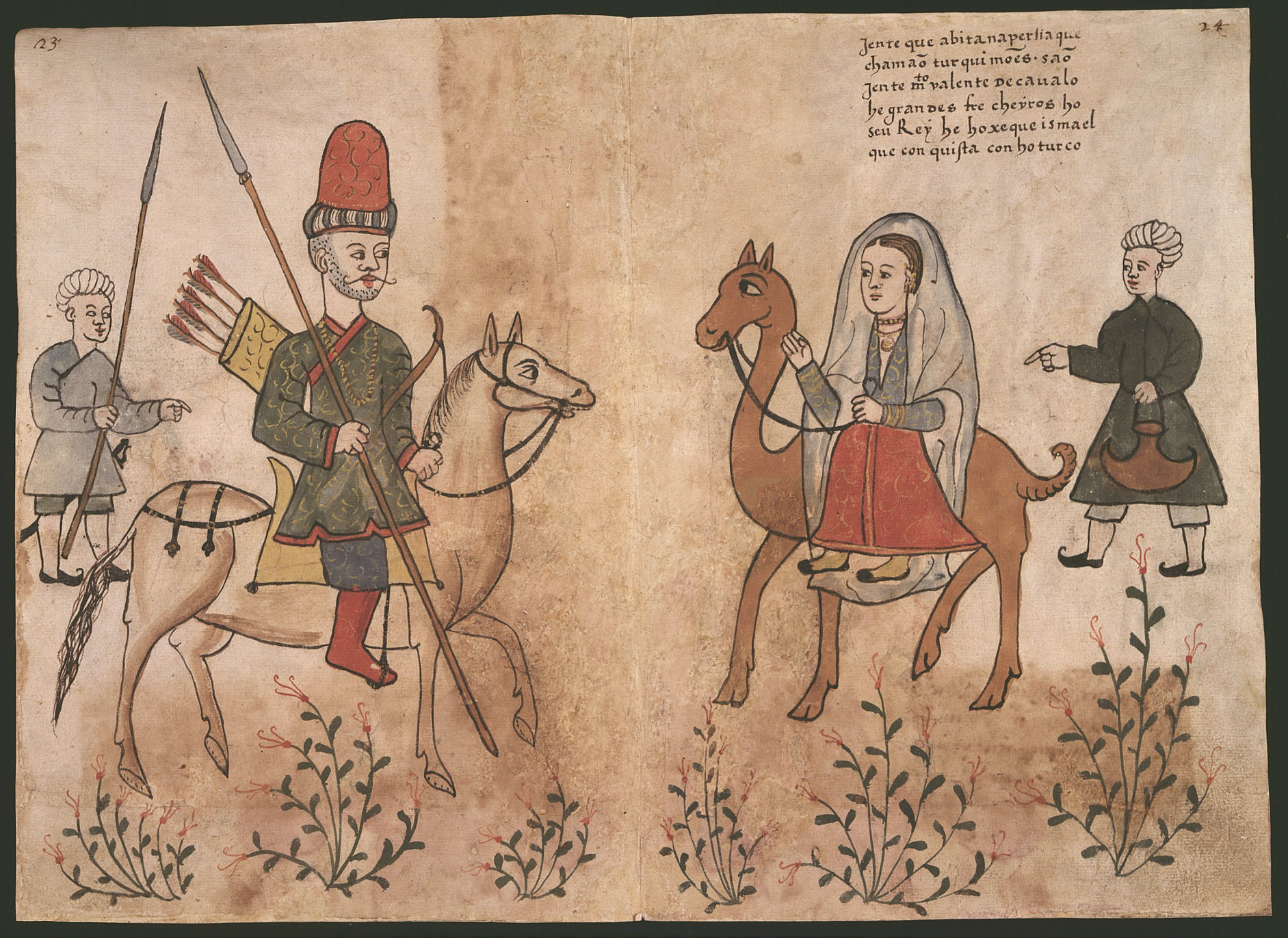
Cavaliere turco mercenario - ill. da Codex Casanatense (c. 1540)

All'insaputa di Albuquerque, Adil Shah aveva appena concordato una tregua con l'Impero Vijayanagara, ritrovandosi libero di dirottare contro i portoghesi molte più truppe del previsto per riconquistare Goa. A tal fine, inviò un generale turco, Pulad Khan, con 40 000 soldati, tra cui molti esperti mercenari persiani e turchi, che sconfissero le truppe di Timoji sulla terraferma. Ismail Adil Shah quindi installò la sua tenda reale presso il guado di Banastarim, in attesa che il monsone intrappolasse i portoghesi prima di dare a Pulad Khan l'ordine di assalire l'isola.
Albuquerque fu informato di questo piano attraverso il degradado João Machado, che ora era un prestigioso capitano al servizio di Adil Shah, sebbene fosse rimasto cristiano. Fu inviato per convincere i suoi connazionali ad arrendersi o fuggire. Confidando nella forza della sua posizione difensiva, Albuquerque respinse le proposte di Machado. Machado disse anche ad Albuquerque che i musulmani all'interno della città tenevano informato Ismail dei numeri e dei movimenti portoghesi.
Con l'arrivo delle piogge monsoniche, la situazione portoghese divenne critica: il clima tropicale reclamò una grande quantità di vite, le derrate si deteriorarono e i portoghesi erano troppo stretti per trattenere l'esercito musulmano. In queste condizioni, Pulad Khan lanciò un grande assalto l'11 maggio attraverso il guado di Banastarim con la bassa marea in mezzo a una forte tempesta, sopraffacendo rapidamente il piccolo numero di truppe portoghesi. Mentre le difese crollavano, scoppiò una rivolta musulmana alla periferia di Goa, in palese disprezzo per l'accordo con Albuquerque che l'avrebbe ricordato in futuro. I portoghesi si ritirarono in fretta nelle mura della città, con l'aiuto dei loro alleati indù, ma abbandonarono diversi pezzi d'artiglieria sulla riva del fiume.
Il giorno seguente, Pulad Khan ordinò un assalto alla città, ma fu respinto. Fu allora che Albuquerque apprese da fra Luiz della tregua tra Bijapur e Vijayanagara e trascorse quindi il resto del mese preparando una ritirata. Albuquerque si rifiutò di dare fuoco alla città poiché ciò avrebbe annunciato i suoi intenti al nemico e ordinò invece di spargere per le strade una grande quantità di spezie e rame per ritardarne l'avanzata. Prima di partire, tuttavia, fece giustiziare a Timoji i musulmani all'interno della cittadella ma il corsaro ne salvà diverse donne, appartenute all'harem di Adil Khan, per poi offrirle come damigelle alla regina Maria, e le sistemò nell'ammiraglia del governatore. Prima dell'alba del 31 maggio, i rimanenti 500 portoghesi s'imbarcarono sotto il fuoco nemico, coperti da un piccolo numero di commilitoni che frenavano l'avanzata delle truppe nemiche che avevano violato le mura della città. Ismail riprese allora solennemente il possesso della città, al suono delle trombe.

### Intrappolato nel fiume

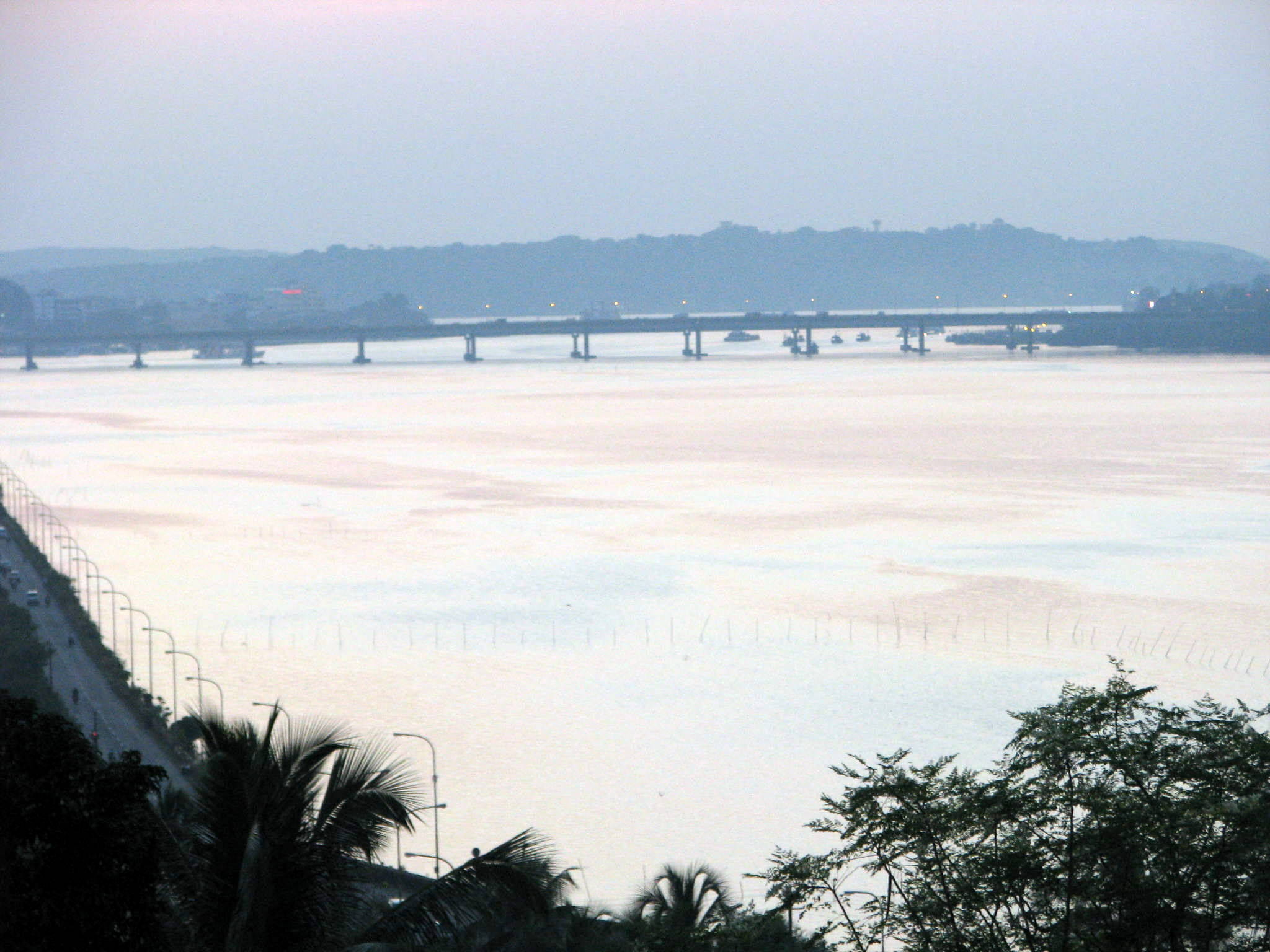
Il fiume Mandovi visto da Ribandar.

Il 1º giugno, le navi salparono dal lungofiume di Goa verso la foce del Mandovi, impossibilitate a prendere il largo a causa del monsone. I portoghesi erano ora intrappolati sulle navi all'interno della foce del fiume e per i tre mesi successivi avrebbe dovuto sopportare un severo razionamento delle provviste al punto da cucinare topi e cuoio, un continuo bombardamento musulmano e le dure condizioni meteorologiche, tutte cose che minacciavano di schiacciare la spedizione.

L'acqua del fiume era fangosa, il che rendeva difficile la pesca e imbevibile l'acqua, anche se la forte pioggia garantì nuova acqua potabile. I portoghesi soffrivano anche del costante bombardamento dell'artiglieria a terra che, sebbene irregolare, li costringeva a spostare frequentemente le navi ed evitare di uscire sui ponti. Evitavano di rispondere, per risparmiare munizioni. Secondo Barros: "Così dalla fame e dalla sete da una parte e dalla guerra, dai fulmini e dai temporali invernali dall'altra, la gente comune fu così colpita che alcuni furono spinti alla disperazione". Molti saltarono in mare e disertarono, informando il nemico della miserevole condizione dei compagni. Adil Shah, tuttavia, temeva da un momento all'altro la ripresa delle ostilità con Vijayanagar e desiderava concludere una tregua con i portoghesi. Mandò perciò un inviato proponendo la pace e la vicina città di Cintacora. Albuquerque lo ricevette con un'abbondante esposizione di cibo e vino ma respinse la proposta di Ismail.
Il governatore visitava ogni nave, sollevando il morale e instillando disciplina ma il suo rapporto con i capitani si deteriorò rapidamente quando il suo popolare nipote, Dom António de Noronha, morì in una sortita a terra. A quel tempo, il fidalgo Rui Dias, in spregio agli ordini del governatore, sgattaiolò dalla sua nave per incontrare le donne che Timoji aveva catturato, rinchiuse in una cabina sull'Ammiraglia. Albuquerque ordinò che fosse immediatamente impiccato ma all'esecuzione i fidalgo dell'Armada insorsero, non tanto alla sua esecuzione ma all'impiccagione, poiché il nobile doveva morire per decapitazione. Albuquerque, risoluto, impiccò Dias e arrestò molti dei capitani ribelli, anche se solo per pochi giorni.

## Interludio

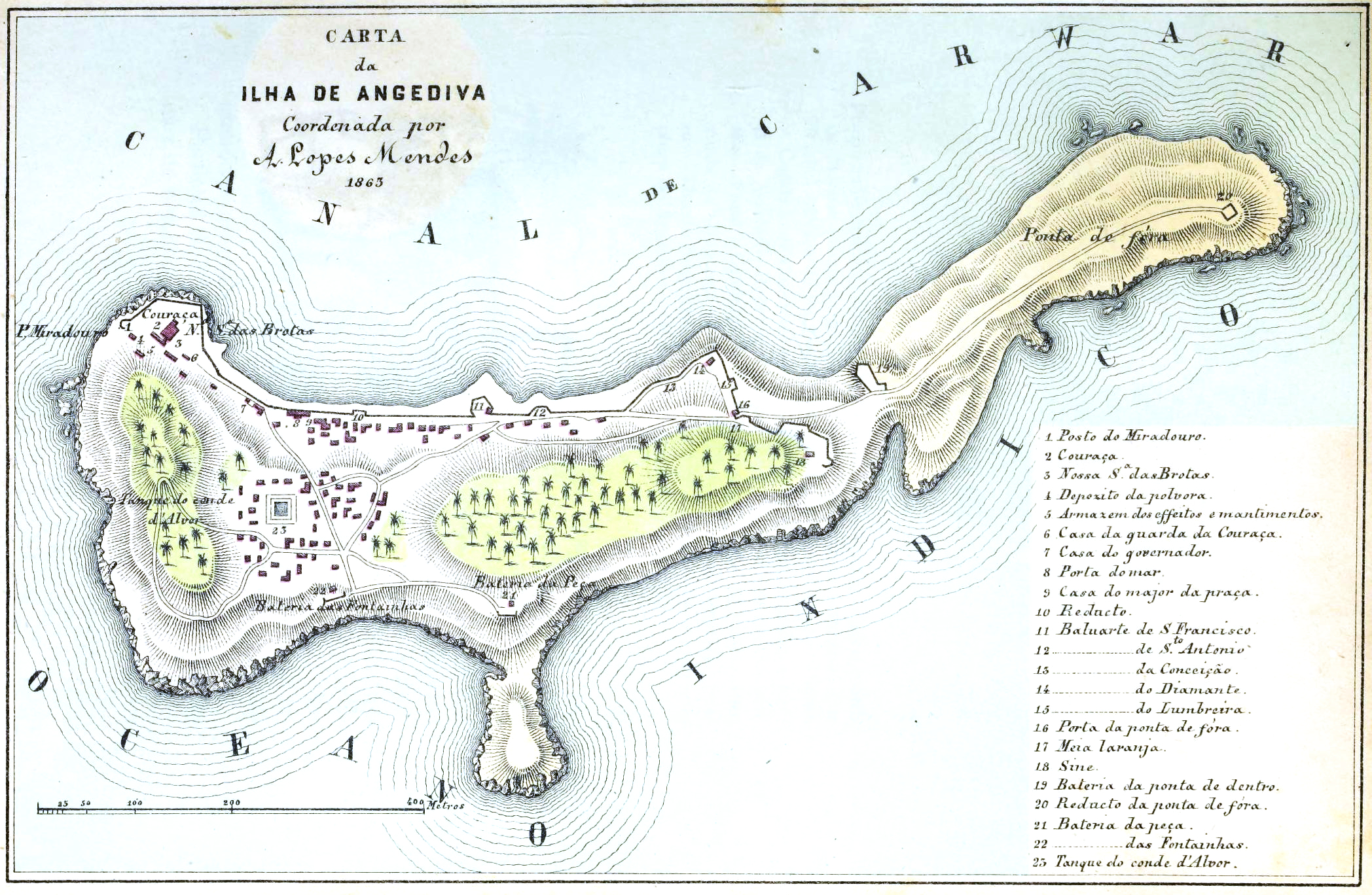
Isola di Angediva

Entro il 15 agosto, l'Armada salpò dal Mandovi verso Cannanore e il giorno successivo raggiunse l'isola di Angediva per prendere acqua. Lì, incontrarono Diogo Mendes de Vasconcelos alla guida di 4 navi e 300 uomini, inviati dal re Manuele I per commerciare direttamente con Malacca, presupponendo che Diogo Lopes de Sequeira fosse riuscito ad aprire il commercio con quella città l'anno precedente. Albuquerque persuase Vasconcelos ad aiutarlo nel tentativo di catturare Goa, data l'impossibilità di proseguire per Malacca.
Passando da Honavar, Albuquerque seppe da Timoji e dai suoi informatori che Ismail aveva lasciato Goa per combattere il Vijayanagar a Balaghat (pt. Balagate) e che s'era verificata un'insurrezione nella quale molti ufficiali della guarnigione erano stati uccisi.

### Cannanore

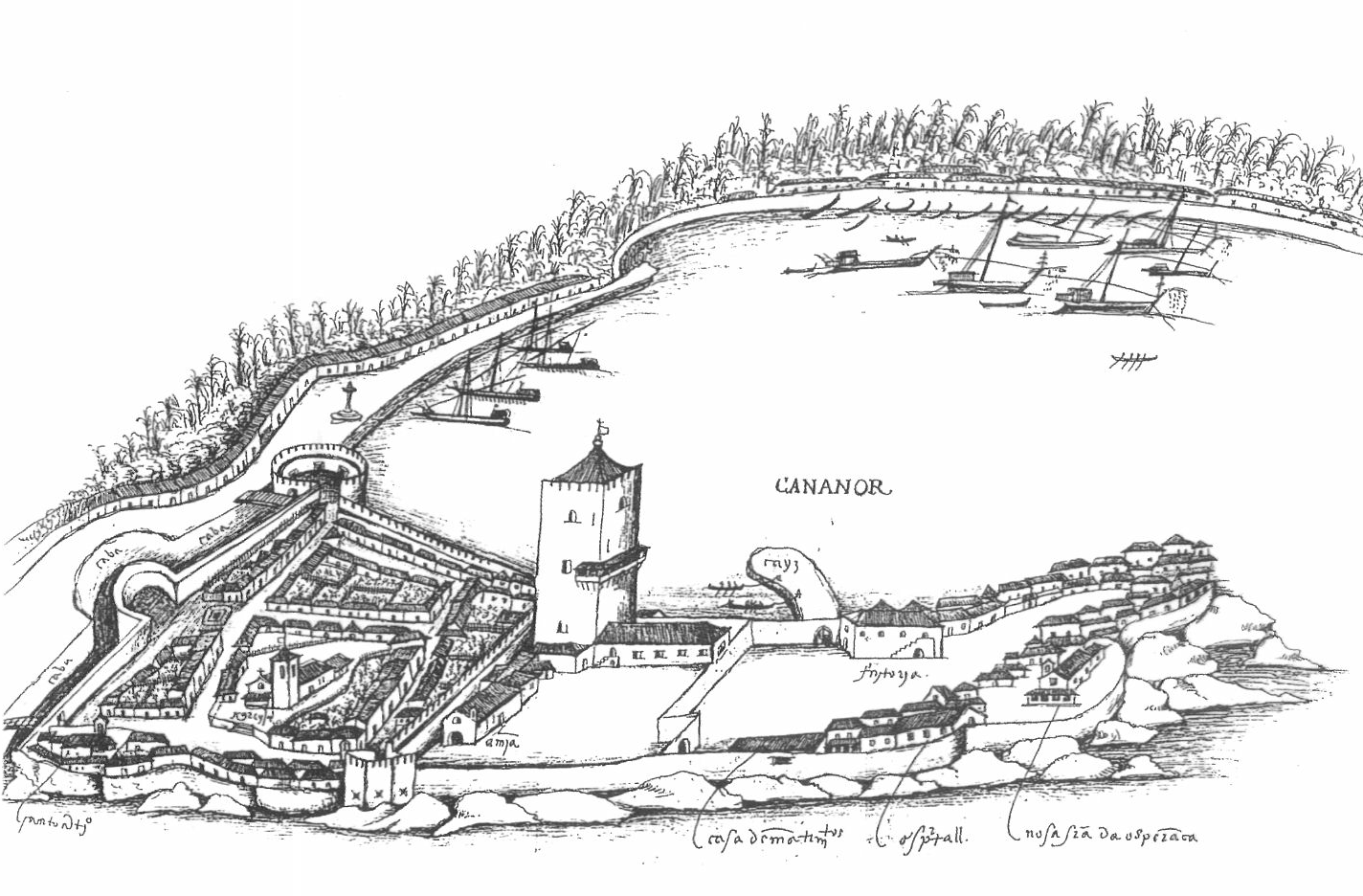
La fortezza portoghese di Cannanore.

A Cannanore, i portoghesi carenarono e ripararono le navi, e furono raggiunti dallo squadrone di 12 navi di Duarte de Lemos proveniente da Socotra insieme alla flotta annuale di caracche provenienti dal Portogallo comandata da Gonçalo de Sequeira, con l'ordine di sollevare Lemos dal suo comando e consegnare le sue navi al governatore. I portoghesi contavano ora 1 680 uomini e 34 navi, tra nau, caravelle e galee, anche se Gonçalo de Sequeira rimase con le sue navi per supervisionare il carico del pepe e tornare in Portogallo con Duarte de Lemos.

### Kochi
Prima di partire per Goa, Albuquerque fu invocato dal ragià di Kochi, fedele alleato dei portoghesi, per aiuto in un'imminente disputa di potere tra lui e il cugino. L'approvvigionamento annuale di pepe diretto in Portogallo dipendeva dal re di Kochi e Albuquerque salpò rapidamente in soccorso dell'alleato. Con una rapida dimostrazione di forza, il viceré smantellò le pretese del principe ribelle e lo esiliò, confermando il trono del suo alleato.

### Honavar
A Honavar i portoghesi ancora una volta unirono le forze con Timoji. Il corsaro informò Albuquerque che Ismail aveva lasciato dietro di sé una considerevole guarnigione, circa 8 000-10 000 "bianchi" (mercenari persiani e turchi) supportati dalla fanteria nativa. Timoji poteva fornire 4 000 uomini e 60 fuste di sua proprietà, mentre il re di Honavar proponeva di inviare 15 000 uomini via terra.

## Seconda conquista di Goa

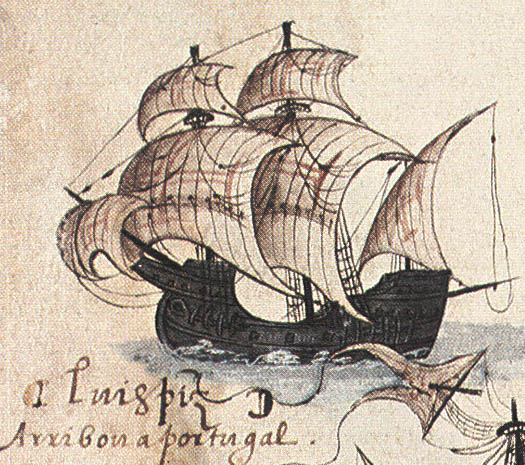
Caracca portoghese

Il 24 novembre i portoghesi navigavano nuovamente nel Mandovi e si ancoravano a Ribandar, dove sbarcarono alcuni uomini comandati da Dom João de Lima per saggiare le difese della città. Albuquerque convocò un consiglio in cui espresse le sue intenzioni di assaltare la città su tre fronti e divise di conseguenza le sue forze: uno squadrone comandato da lui stesso, che avrebbe attaccato le difese della città da ovest, dove si trovavano i cantieri navali; gli altri due comandati da Vasconcelos e Manuel de Lacerda avrebbero assaltato le porte lungo il fiume della città a nord, dove si prevedeva che la principale forza nemica fosse concentrata.
All'alba del 25 novembre, giorno di Santa Caterina, iniziò lo sbarco, con le galee portoghesi mosse per prime a bombardare il lungofiume per liberarlo dai nemici delle barche da sbarco. Una volta a terra, la fanteria portoghese pesantemente corazzata, guidata dai fidalgo rivestiti d'acciaio degli squadroni di Vasconcelos e Lacerda, attaccò le difese esterne intorno alle porte lungo il fiume e, ricorrendo a bombe di argilla lanciate a mano, gettò rapidamente i difensori nel caos. I portoghesi riuscirono a impedire che le porte si chiudessero con le loro picche e così fecero breccia nel perimetro fortificato della città tra i nemici in fuga. Questo successo iniziale fu seguito da una certa confusione, poiché sia i portoghesi sia i difensori su entrambi i lati delle mura si trovarono contemporaneamente a cercare di aprire e chiudere le porte. Un certo Fradique Fernandes riuscì a scalare le mura con l'aiuto della sua picca, issò uno stendardo e prese a gridare "Portogallo! Portogallo! Vittoria! Santa Catarina!" aggiungendo confusione ai difensori. In un ultimo disperato tentativo di organizzare una difesa, alcuni dei difensori si radunarono intorno al palazzo di Adil Shah ma anche loro furono infine spezzati da un secondo assalto portoghese guidato da Vasconcelos, arrivato al suono delle trombe.

Dopo cinque ore di combattimento, i difensori erano in rotta per le strade, lontano dalla città, insieme a molti civili, molti dei quali annegarono nel tentativo di attraversare lo stretto ponte sul fossato nella fuga successiva, o furono inseguiti dagli indù di Goa.
Albuquerque non assaltò personalmente la città, poiché le difese occidentali di Goa si rivelarono molto più forti del previsto. Né vi partecipò Timoji, giunto solo più tardi. Il governatore trascorse quindi il resto della giornata eliminando sacche di resistenza all'interno della città e permise ai soldati quattro giorni di saccheggio. I cantieri navali, i magazzini e l'artiglieria tornarono alla Corona e la proprietà degli indù fu risparmiata. I musulmani che non erano fuggiti furono uccisi su ordine di Albuquerque per collusione con il Bijapur. Per evitare un'epidemia di peste, i loro corpi furono gettati "alle lucertole" nel fiume.
I portoghesi subirono 50 morti e 300 feriti nell'attacco - principalmente a causa delle frecce - mentre Albuquerque stimò che circa 800 "turchi" e oltre 6 000 "mori" tra civili e combattenti erano morti.

### Difesa di Goa

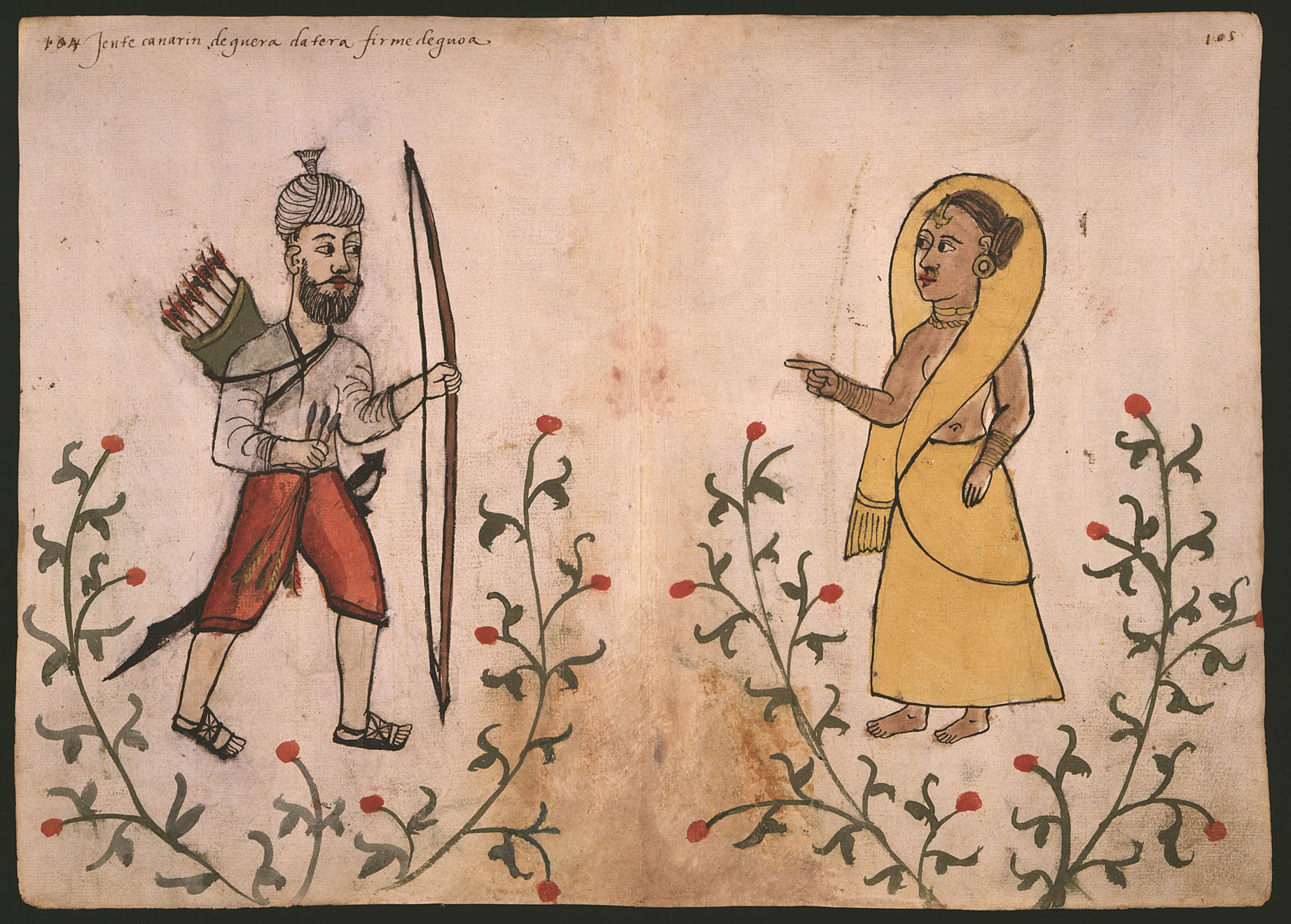
Nativo fante di Goa che brandisce un arco lungo - ill. da Codex Casanatense (c. 1540)

Con la città ormai saldamente in mano portoghese, il 1º dicembre 1510 Albuquerque se ne assunse l'amministrazione e ne organizzò la difesa. Il vecchio castello fu ricostruito in stile europeo, sotto la supervisione dell'architetto Thomaz Fernandez, con 20 scalpellini portoghesi e molti lavoratori locali pagati a sua disposizione. Era presidiato da 400 soldati portoghesi, mentre un corpo di 80 balestrieri a cavallo fungeva da sentinelle e guardie della città, comandato dal capitano di Goa Rodrigo Rabelo che riceveva una guardia del corpo di 20 alabardieri. Francisco Pantoja fu nominato alcaide-mor (capo magistrato) della città. Fu anche creata una guardia fluviale, con due navi alte, una galea, una galeotta e due brigantini.
Timoji riguadagnò il suo posto di tanadar-mor ma la sua casta umile e il maltrattamento dei suoi sottoposti causarono tensioni all'interno della società indù e così fu sostituito con il suo rivale Madhavrav (pt. Melrao) che aveva a sua disposizione 5 000 uomini per la difesa della città.
Con un efficace sistema difensivo in atto, Vasconcelos chiese al governatore il permesso di riprendere la strada per Malacca ma Albuquerque rifiutò. Vasconcelos si ammutinò e cercò di partire, fallendo: fu arrestato e i suoi piloti impiccati. Albuquerque assunse personalmente il comando della spedizione e nel febbraio 1511 lasciò Goa per Malacca.

Per tutta la durata dell'anno successivo, mentre Albuquerque combatteva a Malacca, Goa sarebbe stata assediata dalle forze riorganizzate del generale Pulad Khan che ancora una volta sopraffece i portoghesi grazie alla superiorità numerica, costruì un ponte e una fortezza a Benastarim e occupò l'isola di Goa ma non riuscì a prendere la città. Pulad Khan, sospettato di appropriazione indebita, fu sostituito da Adil Shah con Rassul Khan che parimenti non riuscì a riconquistare la città.
Durante questo periodo i difensori furono costretti a passare la notte e il giorno a vigilare armi in pugno ogni momento, patendo una grave carenza di rifornimenti all'interno delle mura della città con l'arrivo delle piogge monsoniche. Molti disertarono nel campo nemico ma in quel momento terribile João Machado tornò dai compagni assediati, rialzandone notevolmente il morale. Machado portò inoltre la conoscenza delle tattiche di combattimento degli indiani che insegnò ai portoghesi a contrastare:
(Barros, decada II, libro 6, cap. 10)
Nell'ottobre 1512, Albuquerque tornò da Malacca alla testa di 20 navi e 2 500 uomini di rinforzo. Forte di 3 000 soldati complessivi, poteva passare all'offensiva e assicurarsi definitivamente Goa.

### Assalto a Benastarim

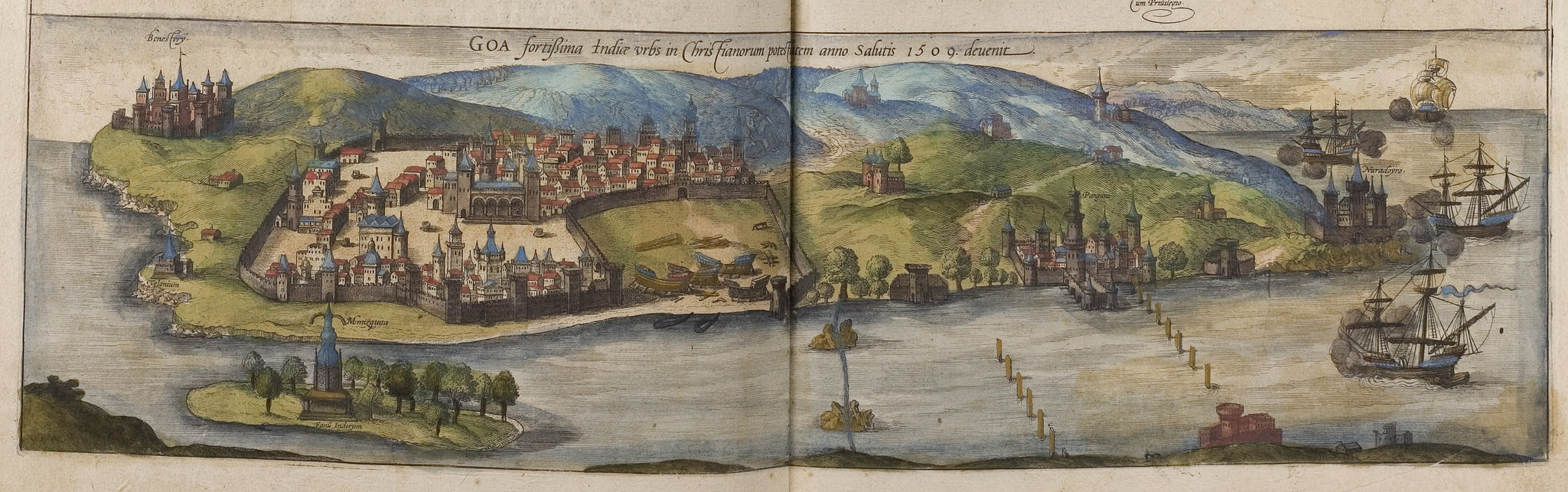
Goa - ill. in

Per assicurarsi il controllo di Goa, fu necessario prendere il forte che Pulad Khan aveva costruito sul lato est dell'isola, a circa 6 km da Goa, a guardia di un ponte di barche che permetteva alle sue truppe di attraversare dalla terraferma. Secondo Albuquerque, era presidiato da 300 cavalieri, tra cui molti mercenari turchi, e 3 000 guerrieri pronti alla battaglia, più altri 3 000 che riteneva "inutili", probabilmente di leva. Il ponte di barche era protetto da due palizzate fluviali, costruite su ciascun lato a una certa distanza per impedire alle navi di attaccarlo. Albuquerque ordinò a 8 navi di distruggere la palizzata; una volta ottenuto ciò, le navi si mossero davanti a Benastarim, bloccandolo così dalla riva del fiume e iniziando un bombardamento navale.

Prima che la fanteria portoghese terminasse l'accerchiamento, 200 cavalieri e 3 000 fanti musulmani sortirono da Benastarim, cercando di provocare i portoghesi in una battaglia campale davanti a Goa. Albuquerque non ingaggiò la fanteria e la cavalleria indigene molto più leggere e mobili dei suoi uomini pesantemente corazzati. Su insistenza dei suoi soldati, Albuquerque radunò infine le truppe in quattro squadroni e si diresse contro i musulmani: Albuquerque al centro, Dom Garcia sul fianco destro, Manuel de Lacerda a sinistra, e una piccola forza di cavalleria di 35 fidalgo di riserva. Avanzando,  l'avanguardia portoghese formò un quadrato di picche, sostenuto dallo squadrone di Dom Garcia; i musulmani esitarono e allora una carica della cavalleria portoghese mise gli avversari in rotta verso la fortezza.
Padroni del campo, i portoghesi decisero in un consiglio di guerra di schierare l'artiglieria e spianare Benastarim con un pesante bombardamento che, in otto giorni, convinse Rassul Khan a venire a patti con Albuquerque.
Albuquerque permise a Rassul Khan e ai suoi uomini di ritirarsi, in cambio delle armi e di circa 19 rinnegati portoghesi. Rassul Khan negoziò la loro grazia, poiché convertitisi all'Islam, e poiché le direttive reali portoghesi vietavano l'esecuzione dei rinnegati (per incoraggiare il loro ritorno), Albuquerque accettò la proposta. Il loro destino fu però peggiore della morte: per aver abbandonato i loro compagni in combattimento, rivoltandosi contro di loro e divenendo "infedeli", Albuquerque decretò la loro mutilazione pubblica, davanti a una folla nel piazza principale della città. La maggior parte perì per le ferite in prigione ma tra i sopravvissuti c'era Fernão Lopes che in seguito avrebbe cercato la solitudine volontaria sull'isola di Sant'Elena.

## Conseguenze

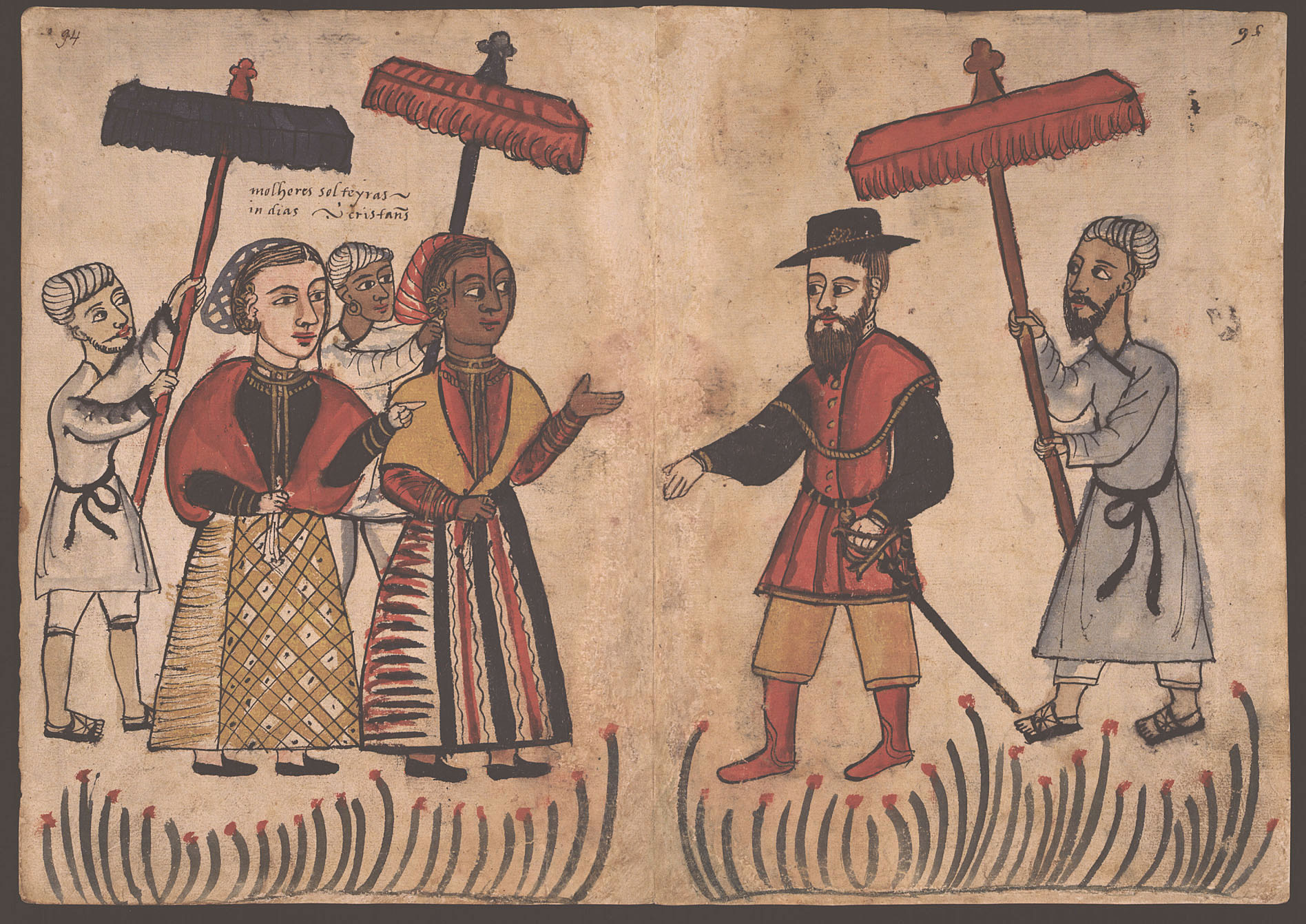
Le fanciulle cristiane di Goa incontrano un nobile portoghese in cerca di moglie - ill. da Codex Casanatense (c. 1540)

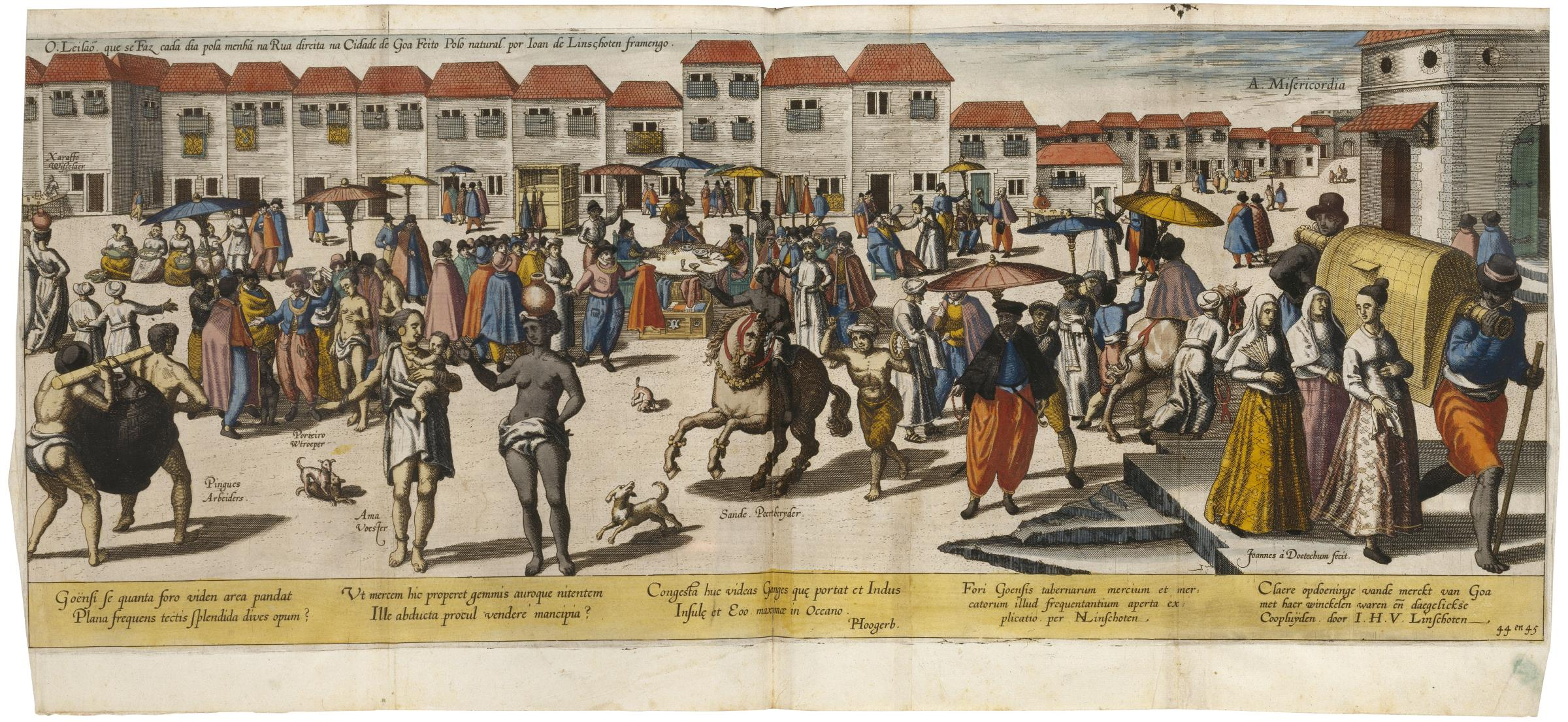
Piazza del mercato di Goa, 1596

Prendendo Goa, Alfonso de Albuquerque divenne il secondo europeo a conquistare terra in India dopo Alessandro Magno.
A differenza delle guarnigioni militari portoghesi stabilite in terre alleate come Kochi e Cannanore, Goa era una città con una popolazione non-portoghese che la Corona si ritrovò a dover controllare. Albuquerque gestì la cosa ricorrendo alle procedure iberiche medievali: le persone di diverse comunità religiose potevano vivere secondo le loro leggi sotto rappresentanti delle rispettive comunità. Fece eccezione la pratica del "Sati" che fu abolita, tanto quanto alcune tasse dovute all'Adil Shah di Bijapur.
Goa era un importante porto commerciale per i cavalli da guerra arabi e persiani importati da Hormuz. Approfittando del controllo portoghese dei mari, Albuquerque decretò che tutte le navi che importavano cavalli da guerra in India scaricassero esclusivamente a Goa, assicurandosi così quella che sarebbe diventata una delle più preziose fonti di reddito di Goa, poiché sia il Vijayanagara sia il Bijapur ne necessitavano.
Albuquerque si assicurò con Goa una riserva di risorse vitali come il riso ed entrate per pagare soldati e marinai, oltre ad abili maestri d'ascia e artigiani nativi capaci di costruire e riparare flotte, armaioli per mantenere arsenali, cruciali per ridurre la dipendenza portoghese dagli uomini e materiali inviati dall'Europa e assicurare la presenza portoghese in Asia. Stabilire una forte base navale a Goa giocò un ruolo fondamentale nella strategia di Albuquerque di minare il commercio musulmano nell'Oceano Indiano, poiché le forze navali portoghesi potevano  quindi recidere il legame tra l'ostile Sultanato del Gujarat e le ricche regioni produttrici di spezie nell'India meridionale e in Insulindia, dove si potevano trovare potenti comunità di mercanti gujarati che incitavano i governanti locali ad attaccare i portoghesi.
A Goa, Albuquerque istituì un fondo per gli orfani e aprì un ospedale, l'Hospital Real de Goa, sul modello del grande Hospital Real de Todos os Santos di Lisbona. Anche a Goa furono costruiti ospedali più piccoli gestiti dall'ente di beneficenza della città, la Misericórdia, dedicati al servizio dei poveri e degli indigeni.
Probabilmente, quella che divenne la politica più iconica di Albuquerque fu quella di incoraggiare i suoi uomini a prendere mogli locali e stabilirsi in città, concedendo loro terre confiscate ai musulmani sfrattati e una dote fornita dallo stato. Per la prima volta alle donne indigene furono legalmente concessi i diritti di proprietà. La generosa politica di Albuquerque fu, tuttavia, non priva di controversie tra i funzionari e il clero portoghesi d'alto rango. Tale pratica continuò ben oltre la vita di Albuquerque e col tempo i Casados e i discendenti indo-portoghesi sarebbero diventati uno dei principali sostegni della Corona ogni volta che uomini e risorse insufficienti arrivavano dall'Europa.
Nel complesso, le politiche di Albuquerque si rivelarono immensamente popolari tra i suoi soldati e la popolazione locale, in particolare la sua rigorosa osservanza della giustizia. Quando Albuquerque morì in vista di Goa nel 1515, anche i nativi indù di Goa piansero la sua scomparsa insieme ai portoghesi. La sua tomba nell'eremo di Nossa Senhora da Serra fu convertita in un santuario dagli indù locali che vi lasciarono fiori e preghiere per avere giustizia fino a quando le sue spoglie non furono restituite al Portogallo nel 1566.
Nel 1520, i portoghesi estesero il loro dominio a sud sul vicino distretto di Rachol, poiché quell'anno l'imperatore di Vijayanagara Krishna Deva Raya catturò il forte di Rachol e lo consegnò ai portoghesi in cambio della difesa reciproca contro i musulmani.
Nel 1526, Giovanni III del Portogallo concesse a Goa e al suo municipio lo stesso status giuridico di Lisbona, in un foro in cui venivano dettagliate le leggi generali e i privilegi della città, del suo municipio e della comunità indù locale, particolarmente importante dal momento che all'epoca le leggi native di Goa non erano ancora scritte, ma erano gestite da consigli di anziani o giudici religiosi e tramandate oralmente (quindi soggette ad abusi).
Sebbene Albuquerque avesse voluto che Goa fosse il centro dell'Impero portoghese in Asia, fu solo nel 1530 che il governatore Nuno da Cunha trasferì la corte vicereale da Kochi a Goa, rendendo così ufficialmente Goa la capitale dell'India portoghese fino al 1961.

### Esplicative
1. ↑  I degradados erano detenuti criminali che potevano adempiere alle loro condanne venendo abbandonati lungo le rive di vari luoghi per l'esplorare l'entroterra per conto della Corona del Portogallo. Machado era stato lasciato in Africa orientale dalla Seconda Armata d'India (Cabral, 1500) per identificare la precisa ubicazione dell'Etiopia e da lì si era fatto strada fino al Bijapur.
2. ↑  Correia, II.87 Albuquerque chiese a Machado di "dire a Hidalcão che i portoghesi non hanno mai rinunciato a nulla di ciò che hanno vinto e un accordo adeguato sarebbe se mi desse tutte le terre di Goa, per le quali farei amicizia con lui" (pt. Dizei a Hidalcão que os portugueses nunca perderão o que huma vez ganharão, que o bom concerto que com elle farei he que elle me dê todalas terras de Goa, e por isso com ele assentarey amizade).
3. ↑  Albuquerque si sarebbe poi pentito del duro trattamento riservato a Rui Dias e gli dedicò 90 messe di suffragio.

### Bibliografiche
1. 1 2 3 4  Bouchon 2014, p. 168.
2. 1 2  Correia, II.146.
3. ↑  (EN) p. 191 Mathew KM, History of the Portuguese navigation in India, 1497–1600, 1998.
4. ↑  Resoconto del cavaliere fiorentino Piero Strozzi - ed. in Sanceau 1936, p. 193.
5. ↑  Correia, II.94.
6. 1 2  Mendosa 2002, p. 82 ff.
7. ↑  Costa-Rodrigues 2008, p. 18.
8. ↑  (EN) Andaya BW e Andaya LY, A History of Malaysia, Palgrave MacMillan, 1984, ISBN 978-0-312-38121-9.
9. ↑  Costa-Rodrigues 2008, p. 30.
10. ↑  (EN) Manguin PY, The Southeast Asian Ship: An Historical Approach, in Journal of Southeast Asian Studies, vol. 11, 1980,  pp. 266-276, DOI:10.1017/S002246340000446X, JSTOR 20070359.
11. ↑  (MS) Nugroho ID, Majapahit Peradaban Maritim, Suluh Nuswantara Bakti, 2011,  p. 303, ISBN 9786029346008.
12. ↑  (EN) Neto RB, MHQ: The Quarterly Journal of Military History, Cowles Enthusiast Media Spring, 2002,  p. 68.
13. ↑  Bouchon 2014, p. 156.
14. ↑  Pato-Mendonça 1884, libro II, pp. 3–5.
15. ↑  Barbosa, v. I.
16. ↑  Bouchon 2014, p. 158.
17. ↑  Costa-Rodrigues 2008, p. 29.
18. 1 2  Sanceau 1936, p. 114.
19. ↑  Sanceau 1936, p. 115.
20. ↑  Sanceau 1936, p. 116.
21. ↑  Costa-Rodrigues 2008, p. 34.
22. ↑  Sanceau 1936, p. 156.
23. ↑  Sanceau 1936, p. 125.
24. ↑  Costa-Rodrigues 2008, p. 36.
25. ↑  Costa-Rodrigues 2008, pp. 37-38.
26. ↑  Costa-Rodrigues 2008, p. 39.
27. ↑  Sanceau 1936, p. 126.
28. ↑  Costa-Rodrigues 2008, p. 44.
29. ↑  Barros, decade II, libro V, p. 6.
30. ↑  Costa-Rodrigues 2008, p. 43.
31. ↑  Costa-Rodrigues 2008, p. 51.
32. 1 2  Costa-Rodrigues 2008, p. 53.
33. 1 2  Costa-Rodrigues 2008, p. 54.
34. ↑  Sanceau 1936, p. 145.
35. ↑  Costa-Rodrigues 2008, p. 55.
36. 1 2 3  Costa-Rodrigues 2008, pp. 55-56.
37. ↑  Pato-Mendonça 1884, v. I p. 26.
38. ↑  Costa-Rodrigues 2008, p. 62.
39. 1 2  Costa-Rodrigues 2008, p. 63.
40. ↑  Costa-Rodrigues 2008, p. 65.
41. ↑  Sanceau 1936, p. 338.
42. ↑  Costa-Rodrigues 2008, p. 73.
43. ↑  Sanceau 1936, p. 198.
44. ↑  Costa-Rodrigues 2008, p. 74.
45. ↑  Costa-Rodrigues 2008, pp. 75-77.
46. ↑  Costa-Rodrigues 2008, p. 77.
47. 1 2  Costa-Rodrigues 2008, p. 78.
48. ↑  Costa-Rodrigues 2008, p. 79.
49. ↑  Costa-Rodrigues 2008, p. 90.
50. ↑  Costa-Rodrigues 2008, p. 84.
51. ↑  Sanceau 1936, p. 205.
52. ↑  Sanceau 1936, p. 206.
53. ↑  Sanceau 1936, pp. 207-208.
54. ↑  Crowley 2015, p. 352.
55. ↑  Thomaz 1994, p. 240.
56. ↑  Thomaz 1994, p. 248.
57. ↑  Crowley 2015, pp. 316-317.
58. ↑  Sanceau 1936, pp. 220-231.
59. ↑  Newitt 2004, p. 78.
60. ↑  Sanceau 1936, pp. 235-236.
61. ↑  Thomaz 1994, p. 250.
62. ↑  Crowley 2015, p. 288.
63. ↑  Sanceau 1936, p. 235.
64. ↑  Sanceau 1936, p. 298.
65. ↑  Crowley 2015, p. 356.
66. ↑  Commentaries of Albuquerque.
67. ↑  Thomaz 1994, p. 249.

### Fonti
- (EN) Albuquerque A de, Commentarios Dafonso Dalboquerque, capitam geral & gouernador da India, traduzione di Gray Birch W de, Londra, Hakluyt Society, 1875-84  [1557].
- (PT) Duarte Barbosa, O Livro de Duarte Barbosa, traduzione di Dames ML, rist., Nuova Delhi, Asian Education Services, 2005  [1518].
- (PT) João de Barros, Décadas da Ásia: Dos feitos, que os Portuguezes fizeram no descubrimento, e conquista, dos mares, e terras do Oriente, 1552-1559.
- (PT) Gaspar Correia, Lendas da Índia, Lisbona, Academia Real das Sciencias, 1858-64  [1550].

### Studi
- (FR) Bouchon G, Albuquerque: Le Lion des Mers d'Asie, Parigi, Éditions Desjonquères, 2014.
- (PT) Bulhão Pato RA e Lopes Mendonça H, Cartas de Afonso de Albuquerque seguidas de documentis que as elucidam, Lisbona, 1884.
- (PT) Oliveira e Costa de JP e Rodrigues VLG, Campanhas de Afonso de Albuquerque: Conquista de Goa, 1510–1512, Lisbona, Tribuna da História, 2008.
- (EN) Crowley R, Conquerors: How Portugal Seized the Indian Ocean and Forged the First Global Empire, Londra, Faber & Faber, 2015.
- (EN) Mendonça D : de, Conversions and Citizenry: Goa Under Portugal, 1510-1610, Concept Publishing Company, 2002.
- (EN) Newitt M, A History of Portuguese Overseas Expansion 1400–1668, Routledge, 2004.
- (EN) Sanceau E, Indies Adventure: The Amazing Career of Afonso de Albuquerque, Captain-general and Governor of India (1509–1515), 1936.
- (PT) Ferreira Reis Thomaz LF, De Ceuta a Timor, 1994.